# Griposia wegneri
Griposia wegneri is een vlinder uit de familie uilen (Noctuidae). De wetenschappelijke naam is voor het eerst geldig gepubliceerd in 2003 door Kobes & Fibiger.
De soort komt voor in Europa.